# Шенин, Василий Иванович
Василий Иванович Шенин (1751—1835) — генерал-лейтенант, обер-экипажмейстер.

## Биография
Родился 28 октября (8 ноября) 1751 года.
Воспитывался в Морском кадетском корпусе, откуда выпущен гардемарином в 1764 году. До 1770 года плавал на разных судах в Балтийском и Средиземном морях. В 1770 году был произведён в мичманы и на корабле «Иануарий» участвовал в Чесменском сражении. В следующем году на бомбардирском корабле «Гром» находился в сражениях при Негропонте и Метелине. Вернувшись в конце 1772 года сухопутным путём в Петербург, был произведён в лейтенанты и до 1775 года плавал на разных судах в Балтийском море, пока не был назначен на вакансию советника интендантской экспедиции. В 1780 году был произведён в капитан-лейтенанты в галерный флот, в 1786 году — в капитаны 2-го ранга и был утверждён в должности советника той же экспедиции, в которой и пробыл до 1797 года, когда назначен был обер-экипажмейстером.
В 1790 году произведён в капитаны 1-го ранга; в 1796 году получил капитана бригадирского ранга, а спустя год был произведён в генерал-майоры, а в 1802 году — в генерал-лейтенанты. Был уволен от службы 20 ноября 1803 года.
В 1785 году был награждён орденом Св. Владимира 4-й степени. 15 июля 1797 года был награждён орденом Святой Анны 2-й степени.
Умер 26 февраля (10 марта) 1835 года. Был похоронен при Платановской церкви в Боровичском уезде Новгородской губернии.